# Heinz (nombre)
Heinz (pronunciación alemana: [ hains ]) es un nombre propio masculino de origen germano.

## Origen
El nombre Heinz es una variante del nombre germano Heinrich (Enrique en español) Heinrich proviene de haim (morada, casa, patria) y rich (jefe, caudillo), por lo que significa Amo de la casa o Señor de la casa. Al nombre Heinz también se le suele considerar en cierta forma un diminutivo del nombre Heinrich.

## Variantes
- Existe la variante en italiano Enzo derivada de Heinz (diminutivo del alemán Heinrich).
- Femenino en idioma español: Enrica o Enriqueta.

### Variantes en otros idiomas
| Variantes en otras lenguas | Variantes en otras lenguas       |
| -------------------------- | -------------------------------- |
| Español                    | Enrique                          |
| Árabe                      | هنريك o إنريكي (Inrīkī o Hinrīk) |
| Alemán                     | Heinrich, Heinz                  |
| Aragonés                   | Henrique                         |
| Bretón                     | Herri                            |
| Catalán                    | Enric                            |
| Checo                      | Jindřich                         |
| Croata                     | Henrik                           |
| Danés                      | Henrik                           |
| Escocés                    | Eanraig                          |
| Eslovaco                   | Henrich                          |
| Esloveno                   | Henrik                           |
| Esperanto                  | Henriko                          |
| Euskera                    | Endika                           |
| Finlandés                  | Henrik                           |
| Francés                    | Henri                            |
| Galés                      | Harri                            |
| Gallego                    | Henrique                         |
| Georgiano                  | ჰაინრიხ (Hainrix)                |
| Griego                     | Ερρίκος (Erríkos)                |
| Holandés                   | Hendrik, Henricus                |
| Húngaro                    | Henrik                           |
| Inglés                     | Henry                            |
| Irlandés                   | Anraí                            |
| Islandés                   | Hinrik                           |
| Italiano                   | Enzo, Enrico                     |
| Latín                      | Henricus                         |
| Letón                      | Heinrihs                         |
| Lituano                    | Henrikas                         |
| Maltés                     | Enriku                           |
| Noruego                    | Henrik                           |
| Polaco                     | Henryk                           |
| Portugués                  | Henrique                         |
| Rumano                     | Henric                           |
| Ruso                       | Генрих (Genrih)                  |
| Sardo                      | Enrìcu                           |
| Serbio                     | Хенрик (Henrik)                  |
| Siciliano                  | Arricu                           |
| Sueco                      | Henrik                           |
| Ucraniano                  | Генріх (Genrih)                  |

- Datos: Q11682369
- Multimedia: Heinz (given name) / Q11682369